# Crossplay

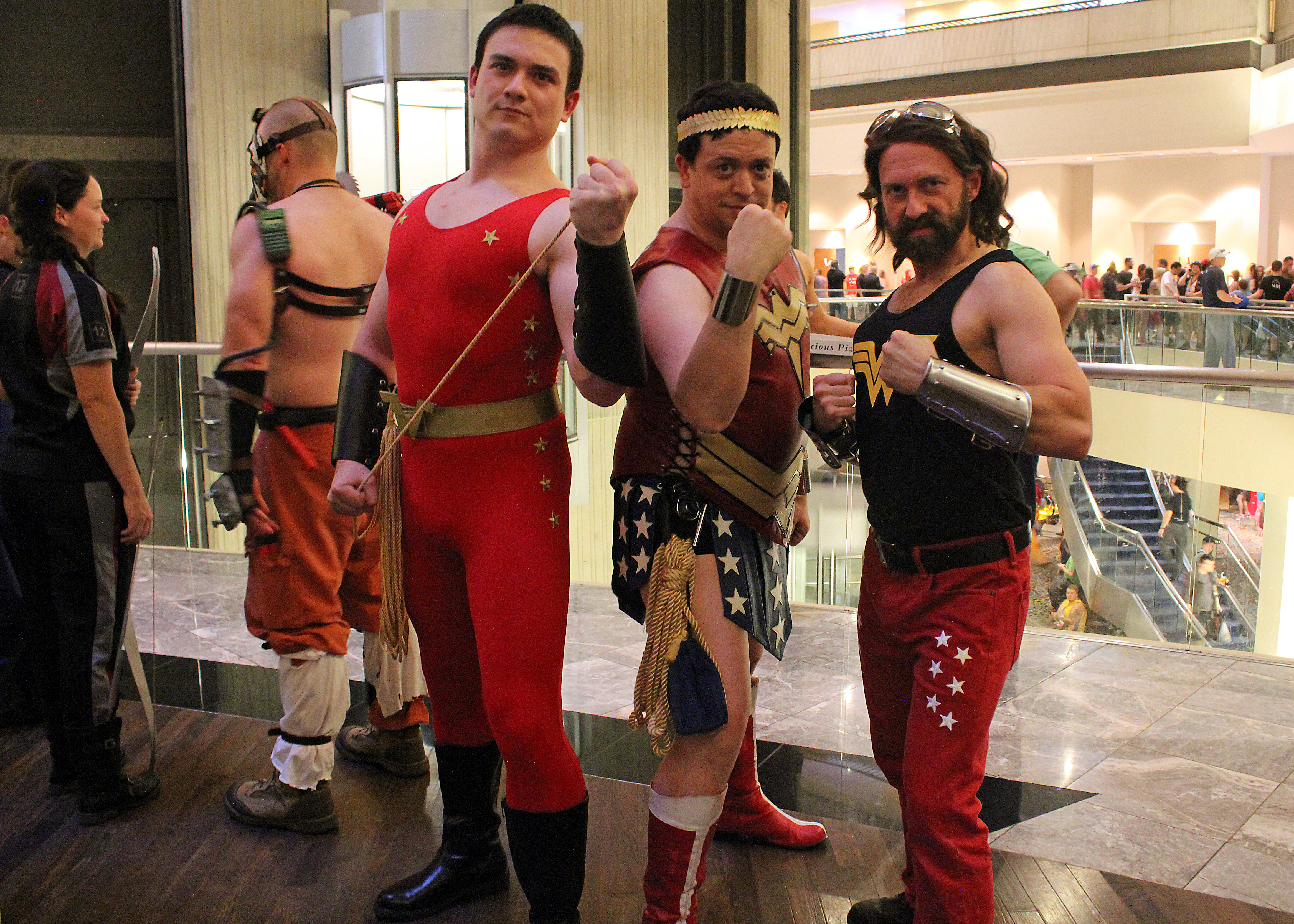
Crossplayers a la Dragon Con d'Atlanta, disfressats de Donna Troy Wonder Girl, Diana Prince Wonder Woman, i Cassandra Sandsmark Wonder Girl respectivament (2014).

El crossplay és una variant del cosplay en la qual una persona es disfressa d'un personatge del gènere oposat. La persona que realitzen el  crossplay se'ls coneix com a crossplayers. A vegades els cosplayers que es dediquen al crossplay solen solen ser aficionats als mangues de temàtica yaoi (homosexual masculí).
A Amèrica, els crossplayers masculins disfressats com personatges femenins han rebut certa atenció a Internet. Personatges de Sailor Moon i Card Captor Sakura són populars entre els crossplayers, encara que al Japó la sèrie Maria-sama ga Miteru s'ha convertit recentment en una sèrie molt popular entre els crossplayers.
Al Japó les noies cosplayers que vesteixen com personatges masculins són més comuns i s'han convertit en alguna cosa tan popular, que no rep tanta atenció especial com subgènere del cosplay. Personatges bishōnen (masculí bell) de jocs com Final Fantasy o pel·lícules occidentals (Hollywood i altres) com Harry Potter són molt populars entre noies cosplayers. Possiblement això es deu al fet que el nombre de noies crossplayers sobrepassa en gran manera al nombre de crossplayers masculins i, possiblement, per la popularitat dels personatges yaoi simpàtics entre les noies otaku (fan).
A principis del 2020 una de les cosplayers japoneses més conegudes, Rei Dunois, va declarar públicament que, en realitat, era un home que es disfressava de personatges femenins.